# Gobio lozanoi
Gobio lozanoi é uma espécie de peixe pertencente à família Cyprinidae.
A autoridade científica da espécie é Doadrio & Madeira, tendo sido descrita no ano de 2004.

## Portugal
Encontra-se presente em Portugal, onde é uma espécie introduzida.
Os seus nomes comuns são góbio, cabezudo, gobi, gobio ou gobioa.

## Descrição
Trata-se de uma espécie de água doce. Atinge os 12 cm de comprimento padrão, com base de indivíduos de sexo indeterminado.